# Biblioteca de Celso
A Biblioteca de Celso era um edifício antigo em Éfeso, na Anatólia (agora parte de Selçuk, Turquia). Foi construída em homenagem ao antigo senador romano Tibério Júlio Celso Polemeano, e suas obras foram concluídas em 135 pelo filho de Celso, Tibério Júlio Áquila Polemeano, cônsul sufecto em 110. Celso havia sido cônsul em 92, governador da província romana da Ásia em 105, e era um cidadão local rico e popular. Ele era um nativo de Sardis, vilarejo nas proximidades, e estava entre os primeiros homens de origem puramente grega que se tornou cônsul do Império Romano. Ele é homenageado tanto como um grego quanto um romano na própria biblioteca. Celso pagou para a construção da biblioteca com a sua própria fortuna pessoal.

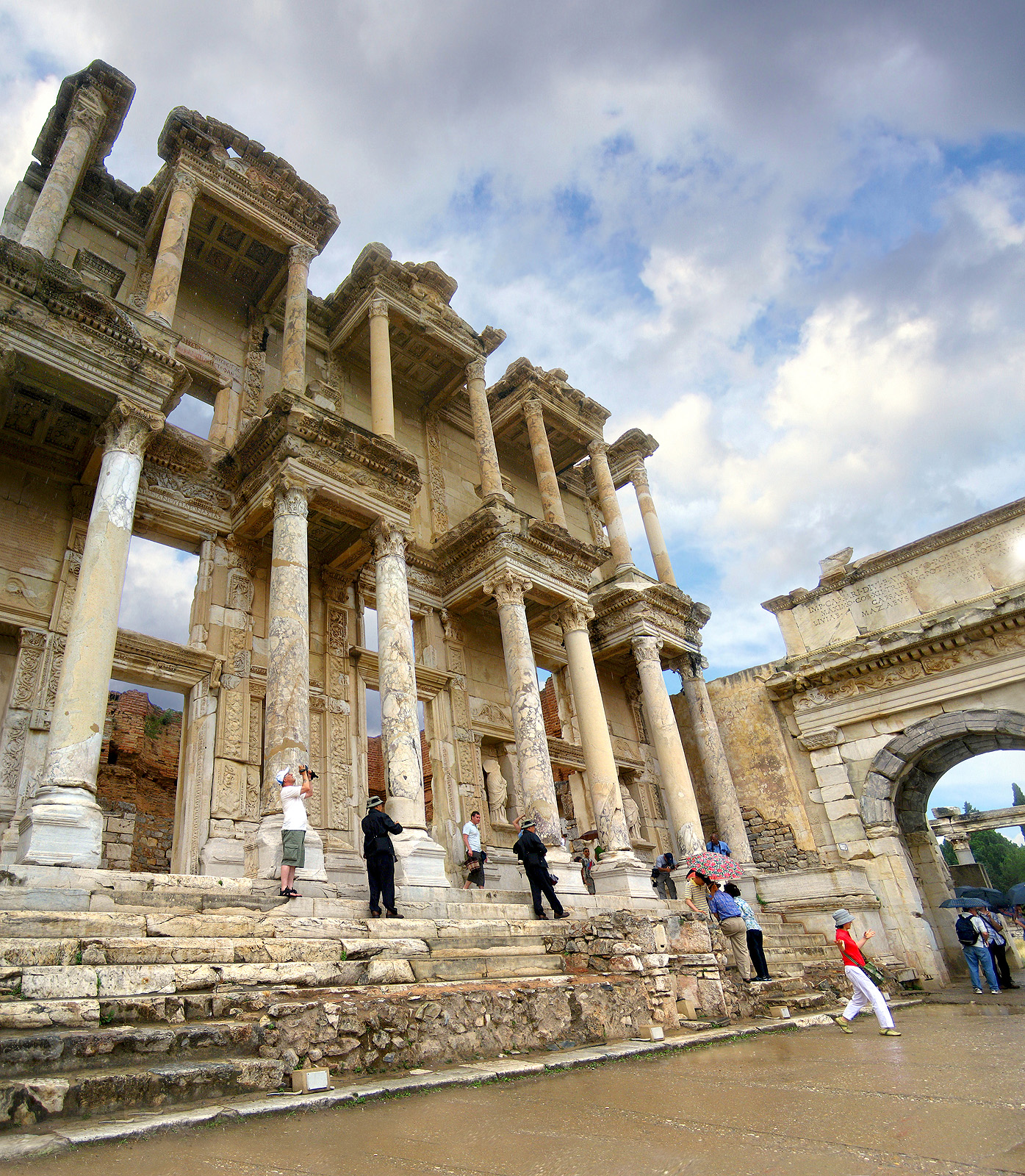
Biblioteca de Celso, restaurada.

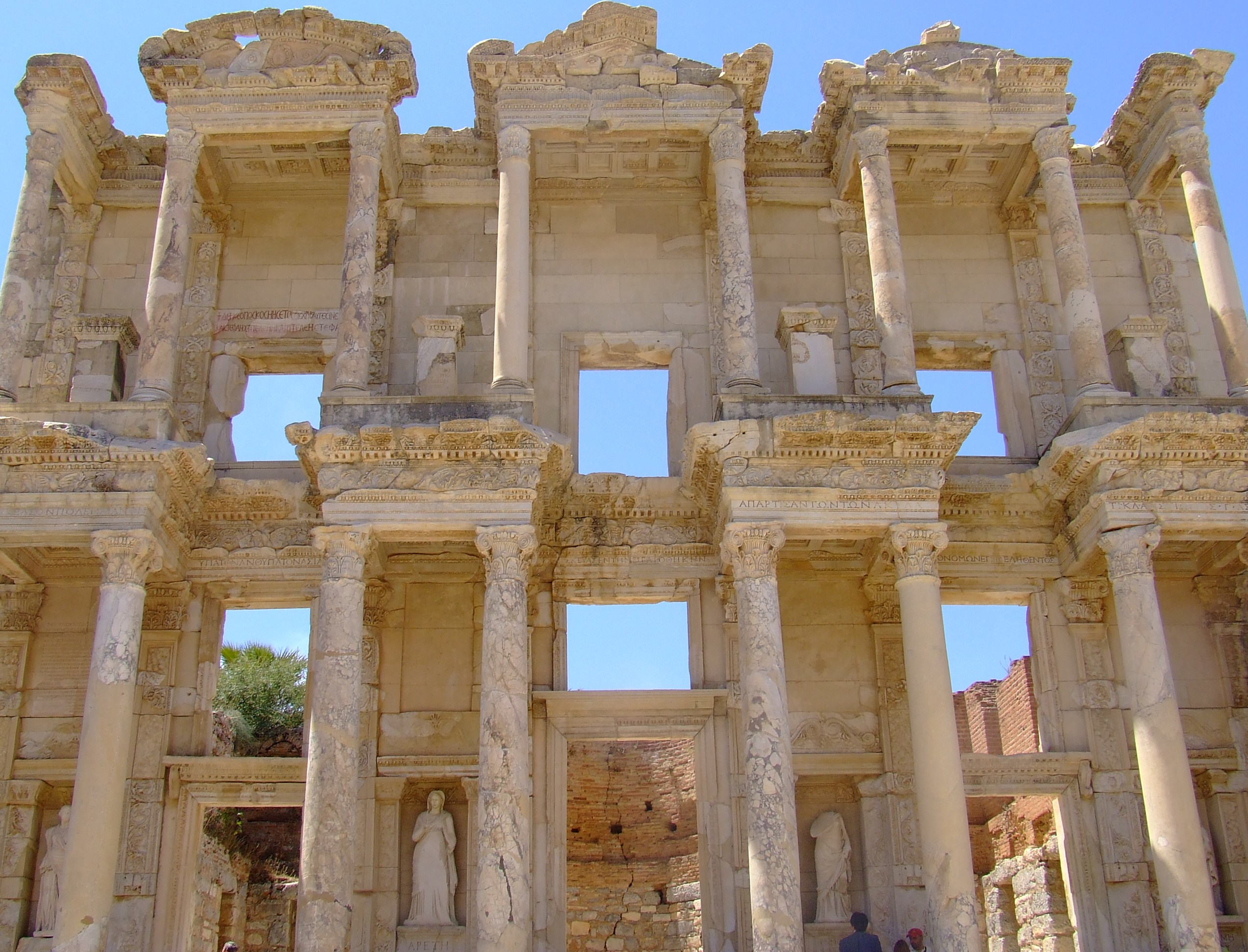
Fachada.

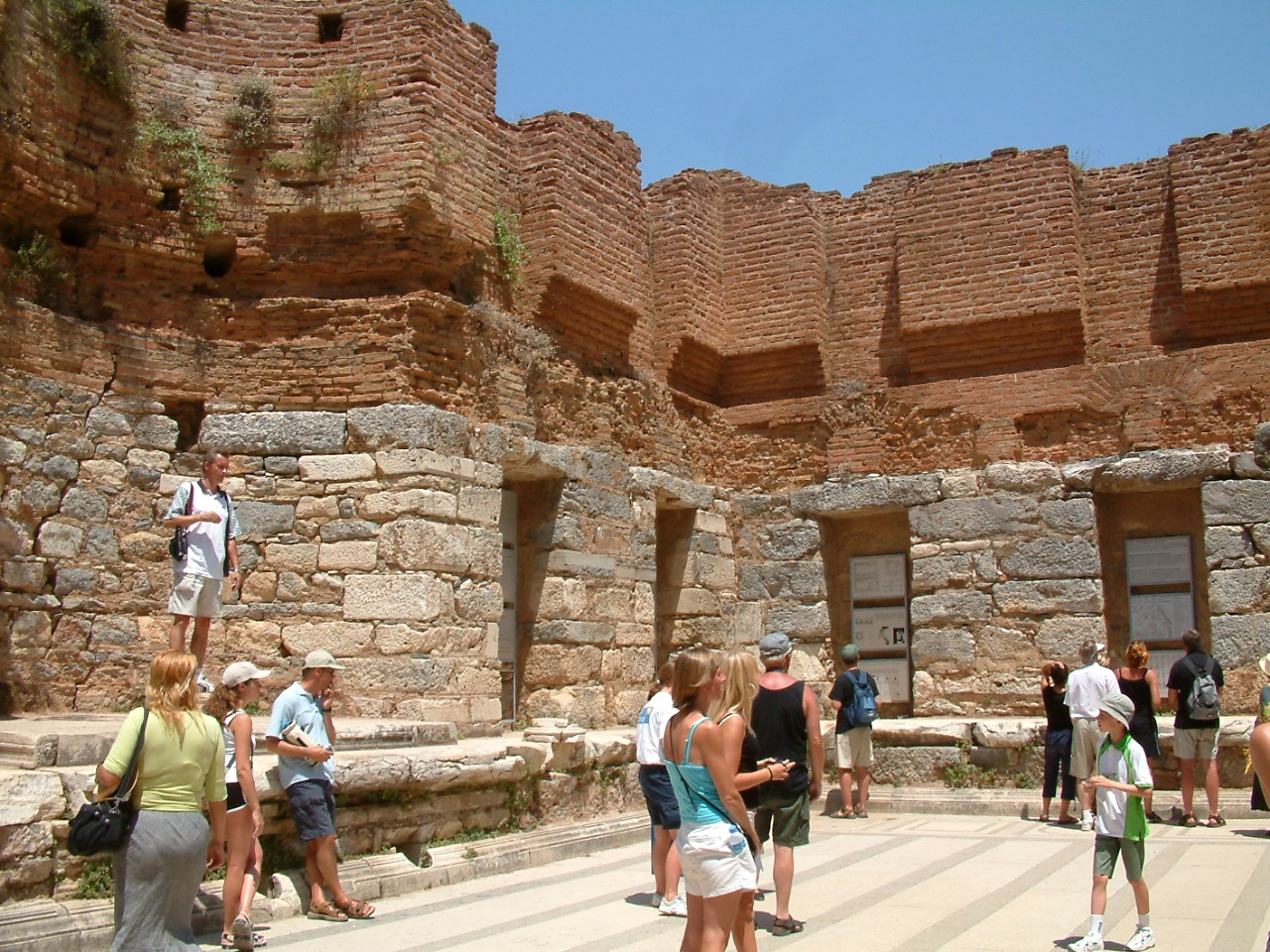
Abside interior-central e nichos.

A biblioteca foi construída para armazenar 12 000 rolos, e para servir como mausoléu para Celso. Celso está enterrado em um sarcófago debaixo da biblioteca, na entrada principal que tanto é uma cripta onde fica o sarcófago quanto um monumento sepulcral para ele. Não era comum que pessoas fossem enterradas dentro de uma biblioteca ou até mesmo dentro dos limites de uma cidade, de modo que esta foi uma homenagem especial a Celso.

## História
Foi construída em Éfeso, no território que era tradicionalmente um centro grego. O edifício é importante como um dos poucos exemplos remanescentes de uma biblioteca de antiga influência romana. Ela também mostra que as bibliotecas públicas foram construídas não só na própria Roma, mas em todo o Império Romano.
O interior da biblioteca e todos os seus livros foram destruídos por um incêndio no devastador terremoto que atingiu a cidade em 262. Apenas a fachada sobreviveu. Cerca de 400 d.C, a biblioteca foi transformada em um ninfeu. A fachada foi completamente destruída por um terremoto mais tarde, provavelmente no final do período bizantino.
Em uma restauração maciça que é considerada ser muito fiel ao histórico edifício, a fachada frontal foi reconstruída na década de 1960 e 1970 e agora serve como um excelente exemplo de arquitetura pública romana. A Biblioteca de Celso pode servir de modelo para outras, bem menos conservadas, bibliotecas em outras partes do Império, pois é possível que as coleções literárias foram alojadas em outras cidades romanas para o benefício dos estudantes, bem como viajantes romanos. Essas bibliotecas também podem ter abrigado coleções de documentos de interesses locais, se elas não foram destruídas durante a conquista romana.
O edifício é uma única sala que enfrenta o leste em direção ao sol da manhã, como Vitrúvio aconselhados, para beneficiar os madrugadores. A biblioteca é construída sobre uma plataforma, com nove passos a toda a largura do edifício que conduz até as três entradas da frente. A entrada do centro é maior do que as duas de acompanhamento, e todas são decoradas com janelas acima delas. Flanqueando as entradas são quatro pares de colunas jônicas elevada em pedestais. Um conjunto de colunas coríntias fica acima do primeiro conjunto, adicionando à altura do edifício. Os pares de colunas no quadro de segundo nível, as janelas como as colunas no quadro de primeiro nível as portas, e eles também criam nichos que teria abrigado estátuas. Acredita-se que pode ter havido um terceiro conjunto de colunas, mas hoje há apenas dois registros de colunas.
Este tipo de fachada com quadros de inserção e nichos para estátuas é semelhante ao encontrado em antigos teatros gregos (o edifício palco atrás da orquestra, ou Skene) e é assim caracterizada como "cenográfica".
Outros lados do edifício arquitetonicamente são irrelevantes porque a biblioteca estava ladeada por edifícios. O interior do edifício, não totalmente restaurado, era uma única sala retangular (medindo 17x11 m) com uma abside central enquadrada por um grande arco na parede distante. Uma estátua de Celso ou de Atena, deusa da verdade, estava na abside, e o túmulo de Celso estava diretamente abaixo em uma câmara abobadada. Ao longo dos outros três lados eram recessos retangulares que sustentavam armários e prateleiras para os 12000 pergaminhos. Celso disse ter deixado um legado de 25000 denários para pagar o material de leitura da biblioteca.
Os segundo e terceiro nível poderiam ser alcançados através de um conjunto de escadas construídas nas paredes para adicionar suporte para a construção e teve nichos semelhantes para pergaminhos. O teto era plano, e pode ter havido um óculo na praça central para fornecer mais luz.
O estilo da biblioteca, com a sua ornamentada, equilibrada, bem planejada fachada, reflete a influência grega na arquitetura romana. Os materiais de construção, tijolo, concreto, argamassa e entulho, indicam os novos materiais que entraram em uso no Império Romano, em torno do século II d.C.
A fachada do edifício foi retratado no verso da nota turca de 20 milhões de liras de 2001-2005 e da nova nota de 20 liras de 2005-2009.